# Бургсдорф, Курт фон
Курт Людвиг Эренрайх фон Бургсдорф (нем. Curt Ludwig Ehrenreich von Burgsdorff; 16 декабря 1886, Хемниц, Королевство Саксония — 26 февраля 1962, Штарнберг, Бавария) — немецкий нацистский деятель и функционер, бригадефюрер СА, губернатор дистрикта Краков (с 23 ноября 1943 по 18 января 1945), юрист. Высокопоставленный чиновник во время «аншлюса», оккупационного режима Чехословакии и Польши. Военный преступник.

## Биография
Изучал право в университетах Гренобля, Фрайбурга и Лейпцига. В 1911 году получил степень доктора права. В 1914 году работал чиновником Евангелическо-лютеранской консистории Саксонии в Дрездене.
Участник Первой мировой войны с 1914 по 1918 г. Награждён Железным крестом I-го класса. Демобилизован из армии в 1918 году в чине капитана.
Один из основателей Немецкой национальной народной партии (1918).
Член НСДАП с 1 мая 1933 года. В 1933 года — исполняющий обязанности партийного районного руководителя в Лейпциге. Вступил в штурмовые отряды. Занимал командные посты.
С октября 1933 г. по 1937 был секретарем и руководителем первого отдела министерства внутренних дел Саксонии. Штурмбанфюрер СА (1937). В 1938 был назначен рейхсштатгальтером в Вене. Оберштурмбанфюрер СА (1938).
С 20 апреля 1939 до середины марта 1942 — заместитель министра имперского протектората Богемии и Моравии. 2 апреля 1943 г. получил звание майора и назначен командиром 580-го гренадерского полка. Награждён Рыцарским крестом Железного креста. Штандартенфюрер СА (1939).
Оберфюрер (1940). Бригадефюрер СС (1941).
С 23 ноября 1943 по 18 января 1945 — губернатор дистрикта Краков Генерал-губернаторства нацистской Германии на территории оккупированной Польши.
В июне 1945 года спецслужбами США был арестован. Интернирован в Мосбург. Выступал в качестве свидетеля на Нюрнбергском процессе главных военных преступников.
В мае 1946 года был экстрадирован в Польшу и в декабре 1948 года осужден за военные преступления, получил минимальный приговор — три года лишения свободы. В июле 1949 года был освобожден из тюрьмы.
Вернувшись в Германию, входил в управление Евангелической Церкви в Баварии и работал в протестантской академии Тутцинге.

## Награды
- Железный крест (1914) 2-го и 1-го класса (Королевство Пруссия)
- Почётный крест Первой мировой войны 1914/1918 с мечами (1934)
- Медаль «В память 13 марта 1938 года»
- Медаль «В память 1 октября 1938 года» с пряжкой «Пражский замок»
- Пряжка к Железному кресту (1939) 2-го класса (1942)
- Пряжка к Железному кресту (1939) 1-го класса (1943)
- Крест «За военные заслуги» (1939) 2-го и 1-го класса с мечами
- Нагрудный знак «За ранение» в чёрном
- Нагрудный штурмовой пехотный знак
- Рыцарский крест Железного креста (2 апреля 1943)